# المجلة الدولية لعلم النفس
المجلة الدولية لعلم النفس (بالإنجليزية: International Journal of Psychology)‏ هي مجلة أكاديمية محكمة، تصدر كل شهرين وتغطي جميع مجالات علم النفس. أسسها في عام 1966 بول فرايس [الإنجليزية]، وينشرها وايلي بلاكويل [الإنجليزية] نيابة عن الاتحاد الدولي لعلم النفس [الإنجليزية]. ورئيسة تحريرها هي أبيجيل جيويرتز (جامعة مينيسوتا).

## المستخلصات والفهرسة
تُلخص المجلة وتُفهرس بواسطة:
- نت لايبراري
- بروكويست
- المحتويات الحالية (قاعدة بيانات) / العلوم الاجتماعية والسلوكية
- إيريه بلس [الإنجليزية]
- الفهرس الطبي [الإنجليزية]
- ملخصات نفسية [الإنجليزية]
- سكوبس
- مؤشر الاستشهادات في العلوم الاجتماعية [الإنجليزية]
- سي إس إيه (شركة قاعدة بيانات) [الإنجليزية]

وفقًا لتقارير الاستشهاد بالمجلات الأكاديمية، فإن عامل التأثير للمجلة لعام 2014 هو 1.198.

## روابط خارجية
- الموقع الرسمي